# Naiki Devi
Naiki Devi var en drottning i Chalukyadynastin i Indien som gift med kung Ajaypala. Hon var regent för sin son Mularaja II under hans minderårighet 1175-1178. Hon är berömd för att ha lett den hinduiska Rajputkonfederationen i strid under Slaget vid Kasahrada och besegrat Muhammad Ghori vid Gāḍarāraghaṭṭa.